# FC Spandau 06
FC Spandau 06 is een Duitse voetbalclub uit het Berlijnse stadsdeel Spandau. De club ontstond op 1 juli 2003 door een fusie tussen Spandauer BC 06 en 1. FC Spandau.

## Geschiedenis

### Spandauer BC 06
Op 6 juni 1906 werd SC Britannia 06 Spandau opgericht. In 1911 sloot het pas opgerichte Konkordia Spandau zich bij de club aan. Nadat de club in 1919 fusioneerde met Borussia 1916 Spandau werd de naam SC Hertha Spandau aangenomen. In 1921 werd de naam gewijzigd in Spandauer BC 06. De club promoveerde in 1932 naar de hoogste klasse van de Brandenburgse voetbalbond. De club werd vijfde op tien clubs, maar na dit seizoen werd de competitie grondig geherstructureerd. De Brandenburgse voetbalbond werd opgeheven en de Gauliga Berlin-Brandenburg werd ingevoerd als nieuwe hoogste klasse voor de regio. De club verloor de kwalificatiewedstrijden tegen 1. FC Guben en Polizei SV Berlin en kwalificeerde zich bijgevolg niet.
Hierna slaagde de club er niet meer in te promoveren naar de Gauliga. Na de Tweede Wereldoorlog werden alle Duitse voetbalclubs ontbonden. De club werd heropgericht als SG Spandau-Wilhelmstadt. In 1949 werd opnieuw de historische naam Spandauer BC 06 aangenomen. De club speelde tot 1991 bijna ononderbroken in de Amateurliga Berlin, de laatste aaneensluitende periode was van 1977 tot 1991. Deze competitie was tot 1963 de tweede klasse en daarna de derde klasse.
Na de Duitse hereniging werden de clubs van de DDR in 1991 bij de Duitse competitie gevoegd. De nieuwe Oberliga telde nu dus ook clubs van buiten Berlijn. Na twee seizoenen degradeerde de club naar de Verbandsliga. Op 1 juli 2003 fuseerde de club met 1. FC Spandau en werd zo FC Spandau 06.

### 1. FC Spandau
1. FC Spandau werd in 1997 opgericht door burgemeester Werner Salomon, die hoopte om de grootste clubs uit Spandau, Spandauer BC 06, Spandauer SV en Spandauer SC samen te brengen in één club met de bedoeling om de derde club van Berlijn te worden na Hertha BSC en 1. FC Union Berlin. Deze ambitie werd niet gerealiseerd en de club kwam in financiële problemen wat uiteindelijk tot een fusie leidde in 2003. In 2011 degradeerde de club uit de Berlin-Liga en twee jaar later ook uit de Landesliga.